# Hrabstwo Upton

Piramida wieku hrabstwa

Hrabstwo Upton – hrabstwo w USA, w południowo–zachodnim Teksasie, na płaskowyżu Edwardsa. Utworzone w 1887 r. Siedzibą hrabstwa jest miasteczko Rankin. Posiada najwyższy odsetek świadków Jehowy w USA, który w 2020 roku wynosił 9,4%.

## Sąsiednie hrabstwa
- Hrabstwo Midland (północ)
- Hrabstwo Reagan (wschód)
- Hrabstwo Crockett (południe)
- Hrabstwo Crane (zachód)
- Hrabstwo Ector (północny zachód)

## Miasta
- McCamey
- Rankin

## Gospodarka
Gospodarka hrabstwa opiera się na wydobyciu ropy naftowej (7. miejsce w stanie) i gazu ziemnego (13. miejsce). Skromne 10 mln dolarów zysku z rolnictwa (2022 r.) pochodzi głównie, z uprawy bawełny, oraz hodowli owiec i kóz, w mniejszym stopniu bydła. 
Najpopularniejsze sektory zatrudnienia w 2020 roku dla osób mieszkających w hrabstwie Upton, to: górnictwo oraz wydobycie ropy i gazu (412 osób), opieka zdrowotna i pomoc społeczna (185 osób) oraz usługi edukacyjne (153 osoby). 

## Skład rasowy
- Latynosi – 55,5%
- biali niebędący Latynosami – 38,5%
- czarni lub Afroamerykanie – 4,9%
- rdzenna ludność Ameryki – 3,3%
- Azjaci – 0,7%[5].

## Religia
Członkostwo w 2020 roku:
- południowi baptyści – 37,6%
- katolicy – 36,8%
- świadkowie Jehowy – 9,4%
- ewangelikalni protestanci.